# Евроџаст
Евроџаст је агенција Европске уније (ЕУ) која се бави правосудном сарадњом у кривичним стварима између агенција држава чланица. Седиште се налази у Хагу, у Холандији. Основан 2002. године, за циљ има да побољша борбу против тешког прекограничног и организованог криминала стимулисањем истражне и тужилачке координације.
Састоји се од колегијума који чини 27 националних чланова — искусних судија, јавних тужилаца или полицијских официра једнаке компетенције из сваке земље чланице ЕУ. Услове и дужности чланова дефинише држава која их именује. Такође сарађује са трећим државама и другим телима ЕУ као што су Европска правосудна мрежа, Европол и Европска служба за сузбијање превара.